# Жонас Савимби
Жонас Маљеиро Савимби (порт. Jonas Malheiro Savimbi; Мунханго, 3. август 1934 — код Луене, 22. фебруар 2002) је био вођа УНИТА, антикомунистичке побуњеничке групе која се борила против владајуће групе МПЛА у анголском грађанском рату све до његове погибије у борбама са владиним трупама 2002. године.
Уз подршку влада Сједињених америчких Држава, Кине, Јужноафричке Републике, Израела, неколико афричких лидера и страних најамника из Португала, Израела, Јужноафричке Републике и Француске, Савимби је провео већи део свог живота у борби са анголском марксистички инспирисаном владом коју су оружано и војно помагали Совјетски Савез, Куба и Никарагва.

## Детињство и младост
Жонас Савимби је рођен у централној анголској провинцији Бие, која је заједно са Хумабом чинила центар његове моћи. После анголске независности, Савимби се постепено повезивао са утицајним Кинезима и америчким политичарима и интелектуалцима. Током шездесетих похађао је у Кини војну маоистичку школу.